# Nissan 370Z
De Nissan 370Z is een sportcoupé van Nissan. De auto kwam uit in 2009. De 370Z is gebaseerd op de 350Z, zijn voorganger. De 370Z is 3,3cm breder, 6,9cm korter en 77kg lichter dan zijn voorganger. Ook is de cilinderinhoud vergroot van 3,5l tot 3,7l waardoor het vermogen van 306 naar 332 Pk steeg. Hij wordt standaard geleverd met een V6 met handbak. Ook is er een automaat beschikbaar.
Huidige modellen Europa:
370Z ·
Ariya ·
Cabstar ·
Cube ·
GT-R ·
Interstar ·
Juke ·
Leaf ·
Micra ·
Murano ·
Navara ·
Note ·
NV200 ·
NV300 ·
NV400 ·
Pathfinder ·
Primastar ·
Qashqai ·
Townstar ·
X-Trail

Huidige modellen internationaal:
Altima ·
Armada ·
Bluebird ·
Caravan ·
Elgrand ·
Fuga ·
Maxima ·
NV ·
Patrol ·
Rogue ·
Sentra ·
Serena ·
Skyline ·
Skyline ·
Skyline Crossover ·
Sunny ·
Teana ·
Tiida ·
Titan ·
Xterra

Concepten:
Forum ·
Jikoo ·
Pivo ·
Urge

Uit productie:
100NX ·
200SX ·
300ZX ·
350Z ·
Almera ·
Almera Tino ·
Bluebird ·
Cedric ·
Cherry ·
Cima ·
Gloria ·
Kubistar ·
Laurel ·
Pixo ·
Prairie ·
Primera ·
Pulsar ·
Silvia ·
Stanza ·
Terrano ·
Vanette